# Куртя-Веке
Куртя-Веке (рум. Curtea Veche — Старий двір), або Княжий двір (рум. Curtea Domnească din Bucureşti) — фортеця, резиденція князів Валахії. В середині 15 століття Влад III Цепеш побудував її на місці колишніх військових укріплень, зведених століттям раніше. Саме в цій фортеці 20 вересня 1459 року підписується офіційний документ, у якому вперше згадується місто Бухарест.
Століття по тому господар Мірча Чобанул будує в фортеці церкву Святого Антонія — храм, у якому пізніше коронувалися правителі Румунії. Нині це найстаріша церква Бухареста. Кожен з князів вносив свій вклад у розширення і благоустрій Куртя-Веке. Найзначніші зміни відносяться до 18 століття, коли межі фортеці розширюються. За дорученням імператора Олександра Іпсіланті будується ще один палац — для воєвод. А у Куртя-Веке з'являється ще одне найменування — Княжий або Старий двір. Однак до кінця цього ж століття території палацу і фортеці розпродаються та історія Куртя-Веке закінчується.

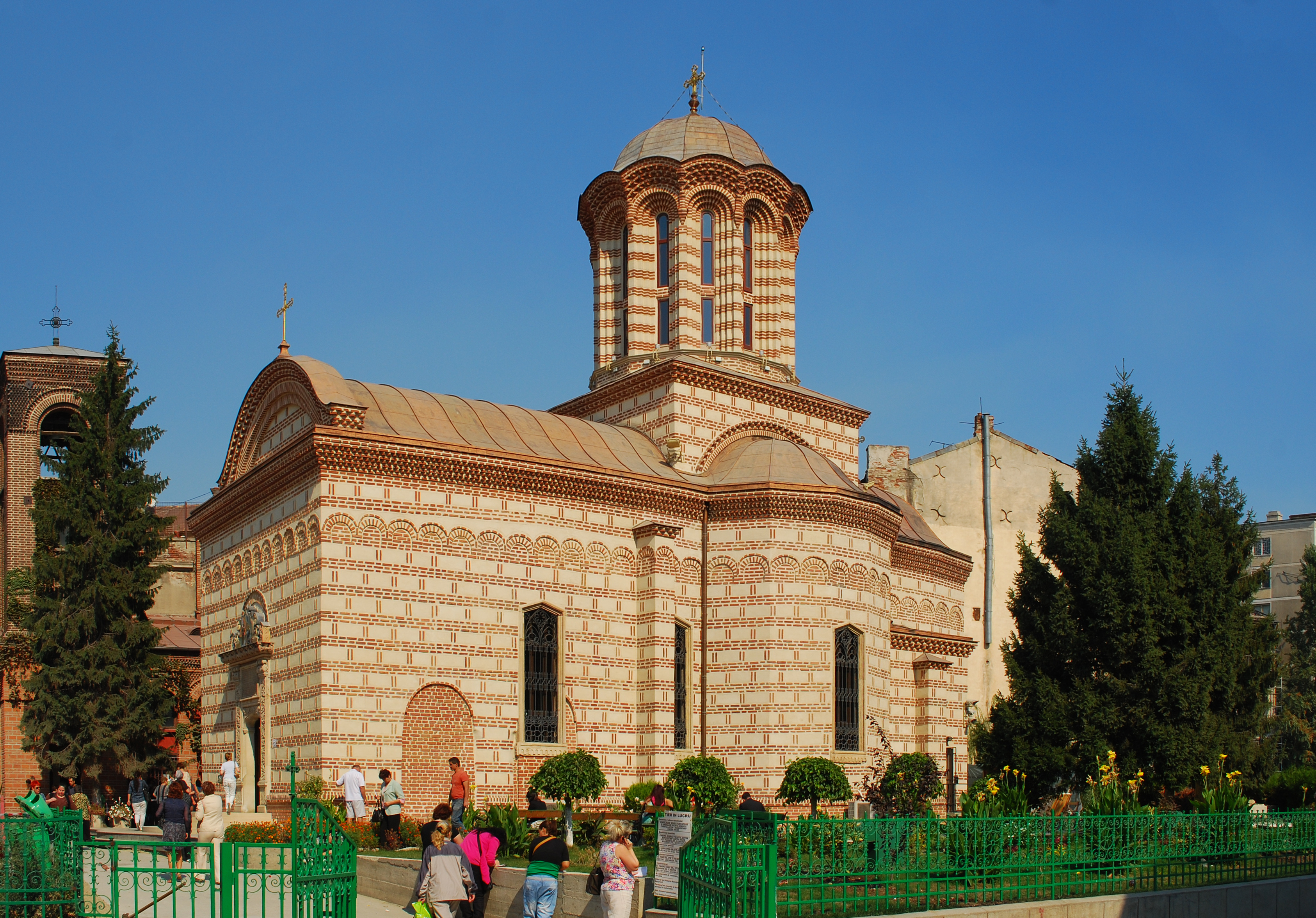
Діючий православний храм Святого Антонія

Сучасники отримали цей пам'ятник завдяки археологічним розкопкам 1967—1972 років. Залишки резиденції в даний час є музеєм просто неба. Для жителів Румунії це місце — частина історії. Куртя-Веке цікава в чималому ступені тим, що зведена господарем Валахії Владом Цепешем, прототипом Дракули — персонажа літературних творів і фільмів.
На особливу увагу заслуговує церква Св. Антонія — єдина добре збережена будівля. Орнаментальна кладка з різнокольорових цеглин і кам'яна різьба 16 століття досі прикрашають цей діючий православний храм.